# 34 Korpus Armijny (ZSRR)
34 Korpus Armijny – wyższy związek taktyczny Armii Radzieckiej z okresu zimnej wojny.

## Struktura organizacyjna
W 1989
- dowództwo
- 82 Dywizja Zmechanizowana[a]
- 485 Brygada Artylerii
- 806 pułk artylerii rakietowej